# 以弗所 (喬治亞州)
以弗所（英語：Ephesus）是一個位於美國喬治亞州赫德縣的城市。

## 地理
以弗所的座標為33°24′18″N 85°15′35″W / 33.40500°N 85.25972°W，而該地的平均海拔高度為376米（即1234英尺）。

## 人口
根據2010年美國人口普查的數據，以弗所的面積為7.80平方千米，當中陸地面積為7.80平方千米，而水域面積為0.00平方千米。當地共有人口427人，而人口密度為每平方千米54.74人。